# Helen Levitt
Helen Levitt (31 de agosto de 1913 - 29 de marzo de 2009) fue una fotógrafa estadounidense.
Considerada una de las grandes fotógrafas del siglo XX, su obra más conocida es en blanco y negro y en el género documental. Pero también hizo, en las últimas décadas de su vida, fotografía en diapositivas en color.
Nacida en Nueva York, retrata las calles y los habitantes de la ciudad, sobre todo de los niños. Alumna de Walker Evans y de Cartier-Bresson. Tuvo su contacto con el cine y el documental a finales de los años 1940 influenciada por Luis Buñuel, exiliado en ese momento en EE. UU. Su obra se centra básicamente en la ciudad de Nueva York, aunque tuvo una salida a México, que quedó reflejada en un libro: Helen Levitt: Mexico City.
El MoMA le dedicó la exposición Helen Lewitt: Photographs of Children en 1943.

## Filmografía
A finales de la década de 1940, Levitt realizó dos documentales con Janice Loeb y James Agee: In the Street (1948) y The Quiet One (1948). Levitt, junto con Loeb y Sidney Meyers, recibió una nominación al Premio de la Academia por The Quiet One. Levitt estuvo activa en la realización de películas durante casi 25 años; su último crédito cinematográfico es como editora del documental de John Cohen The End of an Old Song (1972). Los otros créditos cinematográficos de Levitt incluyen la cinematografía de The Savage Eye (1960), que fue producida por Ben Maddow, Meyers y Joseph Strick, y también como asistente de dirección de la versión cinematográfica de Strick y Maddow de la obra homónima de Jean Genet El Balcón (publicada en 1957, filmada en 1963). 

### In the street (1948)
In the Street es un documental de 16 minutos estrenado en 1948 y nuevamente en 1952. La película silente en blanco y negro se rodó a mediados de la década de 1940 en la sección de Spanish Harlem de la ciudad de Nueva York. Helen Levitt, Janice Loeb y James Agee fueron los directores de fotografía y utilizaron pequeñas cámaras de película de 16 mm ocultas para registrar la vida en la calle, especialmente de los niños.  Levitt editó la película y, luego de su primer lanzamiento, agregó una banda sonora de piano compuesta e interpretada por Arthur Kleiner. 

## Obra
- 2003 - Here and There
- 1997 - Helen Levitt: Mexico City
- 1987 - In the Street: Chalk Drawings and Messages